# Caterina de Valois-Courtenay
Caterina de Valois-Courtenay (1303 - 20 setembre del 1346), fou emperadriu titular de Constantinoble. Era filla de Carles, comte de Valois, i de Caterina de Courtenay. Se l'anomena també Caterina II per distingir-la de la seva mare, i Caterina de Tàrent pel seu matrimoni. Fou també princesa consort d'Acaia i regent d'aquest estat del 1332 al 1341. Fou, a més, governadora de Cefalònia en el període 1341-1346.

## Emperadriu titular de Constantinoble
Caterina va néixer el 1303, a començaments d'abril, i era la primogènita de Carles, comte de Valois, i de Caterina de Courtenay.
La seva mare era filla de Felip de Courtenay, el darrer emperador llatí. Caterina I, estava reconeguda pels estats croats com l'hereva dels drets al títol de l'Imperi Llatí, tot i que la capital havia estat capturada per l'Imperi de Nicea el 1261. De molt petita, el 15 d'abril del 1303, va estar promesa a Hug V de Borgonya. L'11 d'octubre del 1307 Caterina I va traspassar aquests drets a la seva filla. El 1312 va morir la mare i el pare va trencar aquest compromís. El pare va defensar els drets de la seva filla al tron imperial, fins a la seva mort el 1325.

## Princesa d'Acaia
El motiu del trencament era poder-la casar amb un home que tingués més interessos pel territori que ella havia heretat de la seva mare i l'escollit va ser el fill del rei de Nàpols, Felip I de Tàrent. Les noces es van celebrar el juliol del 1313 a Fontainebleau. El nuvi tenia el títol de rei d'Albània i príncep d'Acaia i el seu germà, Robert, havia heretat el Regne de Nàpols. Amb el matrimoni, ell va ser titulat emperador Felip II i ella princesa d'Acaia. Caterina va viure a la cort de Nàpols i en va ser una dama influent.
La parella es va envoltar d'una cort bastant diferent de la del seu cunyat Robert i la seva esposa, la pietosa Sança de Mallorca. Durant el regnat de la seva neboda, Joana I de Nàpols, es va oposar al matrimoni entre Maria de Calàbria (l'altra neboda) amb Carles, duc de Durazzo. Això va ser perquè Maria era la probable hereva al tron de Nàpols i els ducs de Durazzo eren rivals de l'Imperi Llatí. El duc es va conformar amb una compensació econòmica provinent de la tresoreria reial.

## Traspàs del principat
El 23 de desembre del 1332 va morir el marit de Caterina i el 1333, ella va arribar a un acord amb Joan I de Gravina per traspassar el títol de príncep d'Acaia a Robert, fill de la parella. Això no obstant, Robert era un noi de tretze anys i Caterina va marxar amb ell per fer de cogovernant i el noi la va acceptar com a consellera durant tota la seva vida. El 1338, Caterina va aplegar una flota per apoderar-se del territori d'Acaia que corresponia al seu fill en herència. Va establir una cort segura i hi va donar refugi a Nicèfor II Àngel-Comnè, el jove dèspota de l'Epir, que es volia rebel·lar contra el domini de l'emperador romà d'Orient Andrònic III Paleòleg.

## Governadora de Cefalònia
L'any 1341 li va semblar que el seu fill era prou gran per governar sol i ella va marxar a Cefalònia. Allà va estar al càrrec del govern durant els darrers cinc anys de la seva vida. Després de l'assassinat d'Andreu d'Hongria, el marit de la seva neboda la reina Joana, aquesta va cercar marit entre els seus cosins i Caterina li va proposar el seu fill Lluís I de Tàrent.
Caterina va donar acollida a Carles d'Artois, fill bastard de Robert I de Nàpols, i el seu fill Bertrand, quan tots dos eren sospitosos d'haver matat Andreu d'Hongria, i quan els hongaresos van reclamar que se'ls lliurés a la justícia, va dir que ella mateixa els castigaria si eren culpables
Va morir a Nàpols l'octubre del 1346. La reina Joana va organitzar el seu funeral a l'església de San Domenico.

## Descendència
Amb Felip de Tàrent va tenir quatre fills:
- Margarida (v. 1325–1380), que es va casar amb e Francesc de Baux, duc d'Andria i va ser la mare de Jaume dels Baus, príncep d'Acaia i emperador titular de Constantinoble.[7]
- Robert (1326–1364), príncep de Tàrent, emperador titular de Constantinoble (com a Robert II).
- Lluís (1327/28–1362), príncep de Tàrent i rei de Nàpols pel seu matrimoni amb la reina Joana.
- Felip (1329–1374), príncep de Tàrent i d'Acaia, emperador titular de Constantinoble (com a Felip III).